# 大樹站

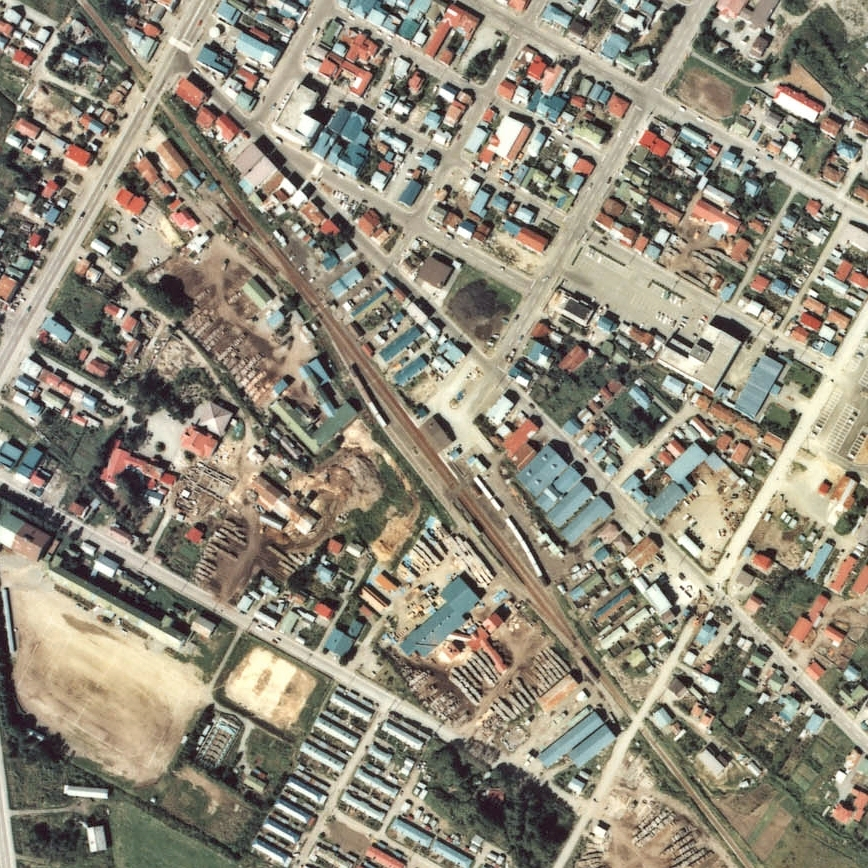
1977年的大樹站與方圓約500米範圍。右下方是廣尾方向。

大樹站（日语：／ Taiki eki */?）是位於北海道廣尾郡大樹町壽通一丁目，日本國有鐵道（國鐵）的廣尾線車站（廢站）。隨著廣尾線全線廢線，車站在1987年（昭和62年）2月2日廢除。
在愛國站與幸福站成為熱潮的時候。此站也有售賣「新生站 - 大樹站」的吉祥語車票。

## 歷史
- 1930年（昭和5年）10月10日 - 國有鐵道廣尾線 中札內站至此站之間開通，此站啟用[1]。當時為一般車站[1]。同日設置池田機關庫帶廣分庫大樹駐泊所。
- 1932年（昭和7年）11月5日 - 此站至廣尾站之間開通（廣尾線全線開通），成邊中途站。
- 1976年（昭和51年）12月3日 - 車站大樓翻新。
- 1982年（昭和57年）9月10日 - 車站結束處理貨物[1]。
- 1984年（昭和59年）2月1日 - 車站結束處理行李[1]。
- 1987年（昭和62年）2月2日 - 廣尾線全線廢除，此站也廢除[1]。

## 車站構造

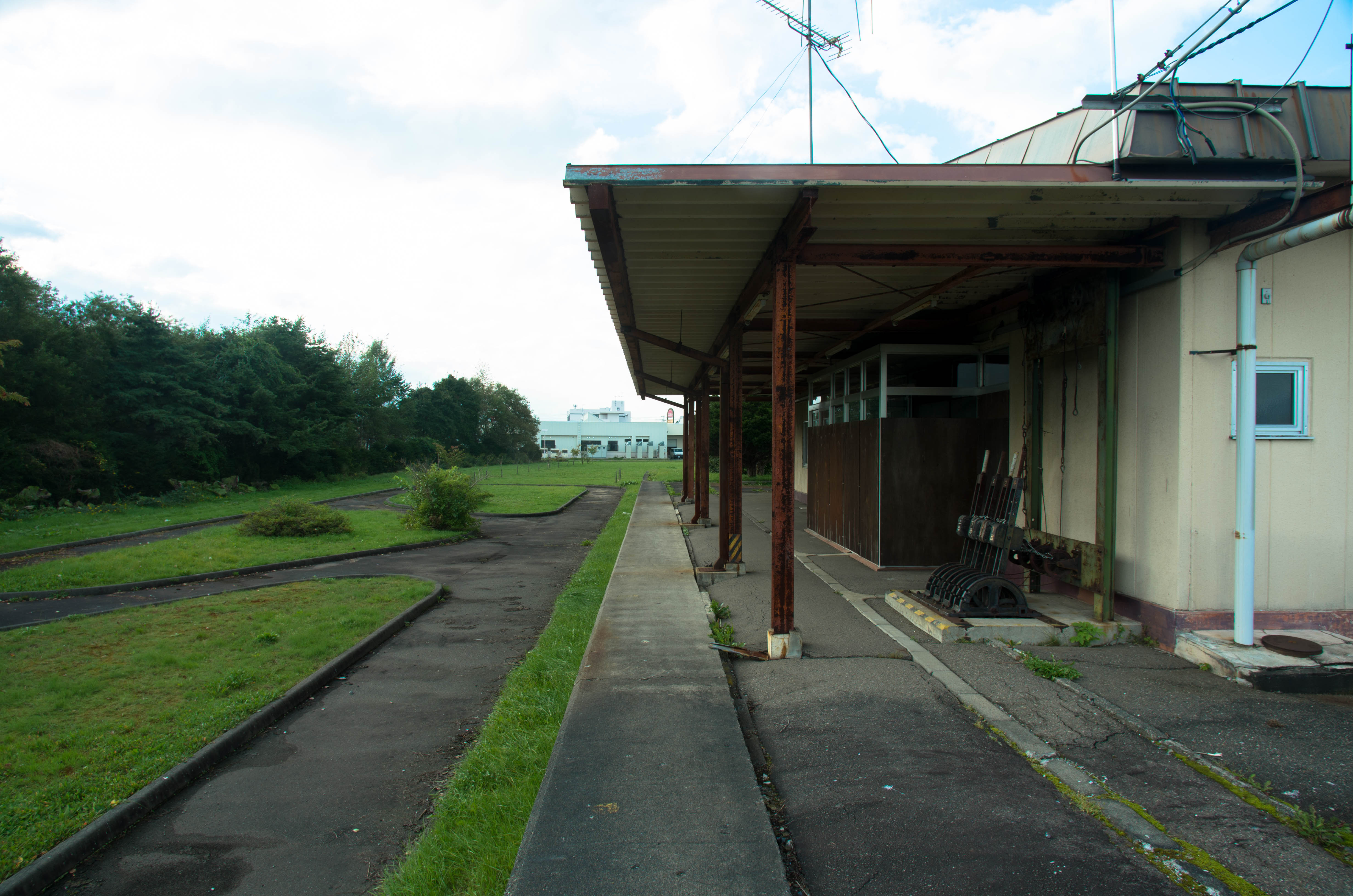
車站月台與路軌遺址

截至車站廢除前，此站是地面車站，設有2面2線的混合式月台（單式月台與只使用單邊的島式月台）。當時可進行列車交會。車站大樓一方的月台南邊部分和島式月台南邊之間設有站內平交道連接。靠近車站大樓一方的月台（東邊）是下行1號月台，島式月台（西邊）是上行2號月台。島式月台外側設有1條側線。在1號月台靠近廣尾一方設有路軌分支，連接車站大樓南邊的貨物月台（缺角式月台）和1條貨物側線。在2號月台帶廣一方設有路軌分支，連接短側線。
此站是職員配置站。車站大樓位於站內東邊，鄰接月台中央部分。在1976年（昭和51年），大樹町使用日本國鐵債券翻新車站大樓，新大樓使用鋼筋建成。

## 站名的由來
車站名稱取自所在地名。地名源自阿伊努語的「タイキ・ウシ」，其意思是「跳蚤多的地方」。

## 使用狀況
在1981年度（昭和56年度），1日平均上下車人次為204人。

## 車站周邊
- 國道236號（廣尾國道）[4]
- 大樹町公所
- 柏林公園 - 靠近大樹町公所。場內展出了9600型蒸汽機車59611號機[5]。該車輛曾經在線內活躍行走。
- 大樹郵局
- 大樹站前簡易郵局　‐　在2014年1月14日遷移，郵局名稱不變。
- 廣尾警署大樹駐在所
- 帶廣土木現業所大樹出張所
- 北海道大樹高等學校（日语：北海道大樹高等学校）
- 大樹中學
- 大樹小學
- 大樹町國民健康保險醫院
- 大樹町農業協同組合（JA大樹町）
- 大樹漁業協同組合
- 雪印乳業株式会社（現時：雪印惠乳業株式會社）大樹工場
- 高野山寺
- 歷舟川
- 道之驛大波斯菊大樹（日语：道の駅コスモール大樹）
- 十勝巴士（日语：十勝バス）大樹詢問處，「大樹大波斯菊前」巴士站

## 現況
在廢站後，大樹町建設了「大樹町交通公園」。截至1999年（平成11年），車站大樓被成為十勝巴士的候車室。月台和路軌均被保存。在月台旁放置了塗上了藍色列車顏色的OHa62形客車OHa62 76和SuYuNi60形客車SuYuNi60 301，共2輛舊型客車和2輛貨車。客車被用作成為Rider House（電單車騎士專用的住宿設施）。後來隨著車輛老化，於2000年夏天撤走。
車站大樓截至2002年（平成14年）變成十勝巴士大樹詢問處。該處配置了職員，設有售票櫃臺和候車室。當時，舊車站大樓內保留了櫃臺和檢票欄。舊月台一方設有槓桿架，停留在廢線當時的狀態。月台上的站名牌柱還保留著。路軌被撤走，變成小公園。
後來，十勝巴士大樹詢問處遷移至道之驛大波斯菊大樹。在2005年（平成17年）10月，北海道衛星株式會社總部進駐舊車站大樓，成為第3代使用者。截至2010年（平成22年）和2011年（平成23年）也是同樣。
另外截至1999年（平成11年），車站北邊約1.5公里處，路線跨越歷舟川處還有橋柱。大樹站方向的路軌遺址變成行人路和路堤。截至2010年（平成22年），但它被埋在灌木叢中。

## 相鄰車站
日本國有鐵道
廣尾線
十勝東和－大樹－石坂

## 注腳
1. 1 2 3 4 5 6 7  石野哲（編）. . JTB. 1998: 890-891. ISBN 978-4-533-02980-6 （日语）.
2. 1 2 3 4 5 6  書籍《国鉄全線各駅停車1 北海道690駅》（小學館，1983年7月發行）140頁。
3. 1 2 3  書籍《北海道の鉄道廃線跡》（著：本久公洋，北海道新聞社，2011年9月發行）190-191頁。
4. ↑  書籍《北海道道路地図 改訂版》（地勢堂，1980年3月發行）12頁。
5. ↑  書籍《蒸気機関車完全名鑑 ビジュアル改訂版》（廣濟堂Best Book，2011年1月發行）46頁。
6. 1 2 3  書籍《鉄道廃線跡を歩くVI》（JTB出版，1999年3月發行）40-41頁。
7. ↑  . photodb.hokkaido-np.co.jp.   [2025-02-19]. （原始内容存档于2020-03-09） （日语）.
8. 1 2  書籍《新 鉄道廃線跡を歩く1 北海道・北東北編》（JTB出版，2010年4月發行）88-89頁。